# فلاندراو (داکوتای جنوبی)
فلاندراو(به انگلیسی: Flandreau) شهری در ایالت داکوتای جنوبی کشور ایالات متحده آمریکا است که جمعیت آن در سرشماری سال ۲۰۱۰ میلادی، ۲٬۳۴۱ نفر بوده‌است.